# Аксис (група)
„Аксис“ (на немски: Axxis) е германска хевиметъл група, създадена в Дортмунд през 1988 г.
Музиката им е базирана на традиционните хевиметъл и рок течения от 70-те и 80-те години на двадесети век. Въпреки това те успяват да намерят свой собствен стил, развиван от многобройните им изпълнения на живо. Уникалният глас на Вайс също допринася за успеха на групата.

## Дискография
- Kingdom of the Night (1989)
- Axxis II (1990)
- Access All Areas (1991)
- The Big Thrill (1993)
- Matters of Survival (1995)
- Voodoo Vibes (1997)
- Back to the Kingdom (2000)
- Collection of Power (2000)
- Eyes of Darkness (2001)
- Time Machine (2004)
- Paradise in Flames (2006)
- Best of Axxis (2006)
- Doom of Destiny (2007)
- Utopia (2009)
- reDISCOver(ed) (2012) – кавър албум
- Kingdom of the Night II (2014)